# Congochromis pugnatus
Congochromis pugnatus är en fiskart som beskrevs av Melanie L. J. Stiassny och Ulrich K. Schliewen 2007. Congochromis pugnatus ingår i släktet Congochromis och familjen Cichlidae. IUCN kategoriserar arten globalt som otillräckligt studerad. Inga underarter finns listade i Catalogue of Life.